# Фридрих I фон Труендинген
Фридрих I (V) фон Труендинген (на немски: Friedrich I (V) von Truhendingen; * пр 1223; † 30 август 1274) е граф във Франкония. Той е чрез женитба наследник на големи територии на фамилията Андекс-Мерания. В документи е доказан от 1240 до 1274 г.
Той е син на граф Фридрих IV фон Труендинген († 1253) и дъщерята на граф Диполд фон Лехсгемюнд († 1192) и принцеса Агата фон Тек († сл. 1192), дъщеря на херцог Адалберт фон Тек († сл. 1195).
Фридрих I (V) се жени за Анна (Кордула) фон Ортенбург († пр. 6 декември 1239), дъщеря на граф Хайнрих I фон Ортенберг († 1241) и Божислава (Бозислева) от Бохемия († 1237), дъщеря на крал Отокар I Пршемисъл († 1230) и Аделхайд фон Майсен († 1211). Бракът е бездетен.
Фридрих I (V) се жени втори път на 2 юни 1240 г. за Маргарета фон Андекс-Мерания († 18 октомври 1271), вдовица на маркграф Пршемисъл от Моравия († 1239), най-малкият син на крал Отокар I от Бохемия. Маргарета е дъщеря на херцог Ото I от Мерания и на пфалцграфиня Беатрис II Бургундска.
През 1248 г. след смъртта на Ото I от Мерания Фридрих фон Труендинген получава голямо наследство от фамилията Андекс-Мерания във Франкония. Другите наследници са граф Ото III фон Ваймар-Орламюнде и бургграф Фридрих III фон Нюрнберг.

## Деца
Фридрих фон Труендинген има с Маргарета фон Андекс-Мерания децата:
- Фридрих II (VI) (* пр. 1253; † 15 март 1290), граф на Труендинген, женен пр. 11 януари 1282 г. за Агнес фон Вюртемберг (1264 – 1305), дъщеря на граф Улрих I фон Вюртемберг
- Маргарета (* ок. 1271; † 11 ноември 1293 – 1294), омъжена ок. 1280 за граф Крафт I фон Хоенлое-Вайкерсхайм (1242 – 1312)
- Агнес († сл. 1309), омъжена пр. 6 октомври 1278 за маркграф Херман VII фон Баден (1266 – 1291)
- Фридрих VII († 13 декември 1318 – ноември 1319), провост в „Св. Ганголф“ в Бамберг
- Елизабет († ок. 21 декември 1308), омъжена I. за Бертхолд фон Шлюселберг († 1282), II. 1282 г. за граф Алберт VI фон Халс-Хайденбург († 1305)